# Restauración Nacional (Perú)
Restauración Nacional fue un partido político peruano evangélico, ubicado en el centro del espectro. Fue fundado en 2005 por el pastor y excongresista Humberto Lay Sun. Se disolvió a fines del 2020, cuando fue refundado como Victoria Nacional, bajo el liderazgo de George Forsyth Sommer.

## Introducción
Su fundador y excandidato a la presidencia y a la alcaldía de Lima es el pastor evangélico Humberto Lay, quien fue integrante de la Iniciativa Nacional Anticorrupción durante el gobierno de Valentín Paniagua y luego de la Comisión de la Verdad y Reconciliación Nacional, que investigó las violaciones a los derechos humanos cometidas por los grupos subversivos y el Estado durante la década de 1980 y principios de la década de 1990.
En las elecciones generales del 2006, Humberto Lay postula por primera vez a la presidencia de la República, siendo los candidatos a la primera y segunda vicepresidencia al exvicepresidente Máximo San Román y a María Eugenia de la Puente respectivamente.
En estas elecciones obtuvieron 2 de los 120 escaños en el Congreso de la República, logrando superar la valla electoral del 4% de los votos válidos. Los congresistas electos fueron Alda Lazo Ríos por Lima y Juan Perry por Madre de Dios, donde posteriormente, formarían parte del partido Solidaridad Nacional.
Humberto Lay postuló además a la Alcaldía de Lima en las elecciones municipales del 2006 y en las elecciones municipales del 2010.
Para las elecciones generales del 2011, Restauración Nacional formó parte de Alianza por el Gran Cambio conformada por el Partido Popular Cristiano, Alianza para el Progreso y el Partido Humanista Peruano con el fin de lanzar la candidatura presidencial de Pedro Pablo Kuczynski. Humberto Lay fue el único miembro del partido electo para el Congreso de la República de 130 puestos.

## Historia
Restauración Nacional es un partido político fundado el 25 de noviembre del 2005 por el pastor evangélico Humberto Lay. No obstante, la participación de actores evangélicos en la política, como Humberto Lay, viene de muchos años atrás, creando un cimiento para lo que luego sería Restauración Nacional. Si se considera la época del fujimorismo como un punto de partida para el análisis de la participación evangélica en la política, se puede afirmar, sobre la base de la literatura, dicha participación durante la década de los ’90 se vio absorbido por el partido político del gobierno de esos años, Cambio 90. 

“En las elecciones generales de 1995 se registra la inscripción de 57 candidatos evangélicos, número que representa un incremento de 9.62% con respecto al año 1990. […] Los resultados fueron desalentadores de todo pues solo fueron elegidos cinco de ellos y todo en Nueva Mayoría-Cambio 90” (Aburto Cotrina, Armas Asín, Fonseca Ariza, & Ragas, 2008: 403, 404).

Como se observa en la cita anterior, los ’90 fueron años de cambios en la política peruana. Según los autores antes mencionados, es que en estos años existió una dispersión con respecto a la participación de candidatos evangélicos en varios partidos políticos como Unión por el Perú, Frenatraca, Partido Aprista Peruano, Apertura para el Desarrollo, CODE-País Posible, Movimiento Obras, Nuevo Perú, Partido Popular Cristiano, Partido Reformista y Cambio 90. Sin embargo, como se observó en la cita, de estos candidatos solo ganaron cinco los cuales todos fueron al partido del gobierno, sin tener la posibilidad de poder ejercer una oposición al gobierno fujimorista. 

Dicha situación podría explicarse a partir de la hegemonía que tuvo el fujimorismo durante la década de los noventa. En efecto, en medio de un precario espacio público y la crisis de los partidos políticos, Fujimori basado en el uso electoral del Estado y la implementación de una política mediática consiguió un volumen importante de apoyo electoral en las elecciones de los años 1995 y 2000. Este contexto permitió que uno de los rasgos preponderantes del campo político de los noventa sea una marcada personalización de la política. (Aburto Cotrina, Armas Asín, Fonseca Ariza, & Ragas, 2008: 404)

Por tanto, la época del fujimorismo fue un momento crítico para la participación política, como en el caso de los evangelistas. Sin embargo, luego de gobierno de Alberto Fujimori, la situación con respecto a dicha participación va a cambiar. Para finales de los años 1990, la participación evangélica va a comenzar a tomar un tipo más corporativo, reclutando adeptos para que apoyen sus campañas, a miembros evangélicos de otras Iglesias, tomando un carácter más personalista y clientelista, pero resaltando la característica carismática del líder que se lanzaría como candidato a las elecciones.
La viabilidad de este tipo de liderazgo se vio reflejada en Humberto Lay como candidato presidencial y los escaños en el Congreso que consiguió sobre la base de ello. En suma, el grupo de líderes y pastores evangélicos alrededor de Restauración Nacional basados mayormente en su liderazgo religioso han gestado un proyecto político basado en una lógica corporativa todavía incipiente.
Para el año 2006, va a aumentar significativamente el número de candidatos evangélicos. Aproximadamente, el aumento habría sido de 120 candidatos evangélicos, distribuidos en no menos de 13 movimientos o partidos políticos diferentes como Restauración Nacional, Reconstrucción Democrática, Partido Aprista Peruano, Alianza por el Futuro, Renacimiento Andino, Unidad Nacional, Concertación Descentralista, Unión por el Perú, Justicia Nacional, Fuerza Democrática, Perú Ahora, Avanza País y Progresemos Perú.

“El aumento de candidatos evangélicos se explica básicamente por la entrada en escena de dos movimientos políticos de inspiración evangélica Restauración Nacional y Reconstrucción Democrática, los cuales se convirtieron en la vía natural para llegar al Congreso de los pastores o líderes pentecostales (y neo-pentecostales) interesados en trasladar su influencia religiosa al campo político.” (Aburto Cotrina, Armas Asín, Fonseca Ariza, & Ragas, 2008: 406)

La participación evangélica, por tanto, post fujimorismo estuvo inspirada por la participación de partidos políticos como Restauración Nacional que incentivaron la participación de los candidatos evangélicos y, además, como una forma distinta de poder ver la acción pública de las iglesias evangélicas en el país.

### Líder
El fundador y líder de Restauración Nacional es Humberto Lay, quien en las elecciones generales del 2006 postula a la Presidencia de la República, teniendo como candidato y candidata a la vicepresidencia en la primera y segunda vuelta respectivamente a Máximo San Román y María Eugenia de la Puente. Además, Lay postuló a la Alcaldía de Lima en las elecciones municipales de Lima en 2006, 2010 y 2018. En las elecciones generales del 2011, su partido político fue parte de la Alianza por el Gran Cambio y en las elecciones generales del 2016, fue parte de la Alianza para el Progreso del Perú.

## Participación electoral

### Elecciones generales del 2006
El partido inicia su participación en las elecciones generales del 2006, en cual se presentó el líder del partido Humberto Lay como candidato presidencial, quedando en sexto lugar con el 4.38 % de votos.
| Candidatos       | Candidatos          | Candidatos                 |
| Presidencia      | 1.º Vicepresidencia | 2.º Vicepresidencia        |
| ---------------- | ------------------- | -------------------------- |
| Humberto Lay Sun | Máximo San Román    | María Eugenia de la Puente |

En las elecciones parlamentarias, obtuvo 4.02 % de votos, logrando obtener 2 escaños en el Congreso para el periodo 2006-2011.
| Región        | Nombre          | Número de Votos |
| ------------- | --------------- | --------------- |
| Lima          | Alda Lazo Ríos  | 29,154          |
| Madre de Dios | Juan Perry Cruz | 4,917           |

### Elecciones regionales y municipales de 2006
Al lograr obtener escaños en el congreso, el partido participa en las elecciones regionales y municipales del 2006, obteniendo 6 alcaldías provinciales y 40 alcaldías distritales, sin embargo, no obtuvo ningún gobierno regional.
Alcaldes Provinciales electos por Restauración Nacional
| Región        | Provincia    | Alcalde                     |
| ------------- | ------------ | --------------------------- |
| Cuzco         | Acomayo      | Moises Ramos Villares       |
| Cuzco         | Quispicanchi | Domingo Huittoccollo Curasi |
| Madre de Dios | Tambopata    | Alberto Bocangel Ramirez    |
| Puno          | Azángaro     | Ruben Pachari Inofuente     |
| Puno          | Puno         | Luis Buitron Castillo       |
| Puno          | Sandia       | Mariano Quispe Quispe       |

A nivel de Lima, Humberto Lay se presentó como candidato a la alcaldía de Lima, quedando en segundo lugar con el 14.83% de votos, siendo vencido por Luis Castañeda Lossio de Unidad Nacional; a pesar de ello, obtuvo dos autoridades electas, siendo los distritos de Barranco y Villa El Salvador.

### Elecciones regionales y municipales de 2010
En estas elecciones regionales y municipales del 2010, obteniendo 6 alcaldías provinciales y 35 alcaldías distritales, sin embargo, no obtuvo ningún gobierno regional.
Alcaldes Provinciales electos por Restauración Nacional
| Región      | Provincia         | Alcalde                   |
| ----------- | ----------------- | ------------------------- |
| Áncash      | Antonio Raimondi  | Guillermo Sanchez Mendoza |
| Cajamarca   | Cajamarca         | Ramiro Vardales Vigo      |
| Cuzco       | Canas             | Raul Rado Lazo            |
| La Libertad | Santiago de Chuco | Juan Gabriel Alipio       |
| Puno        | Moho              | Alvaro Peralta Turpo      |
| Tumbes      | Tumbes            | Isabel Jiménez Gonzales   |

A nivel de Lima, Humberto Lay se presentó nuevamente como candidato a la alcaldía de Lima, quedando en tercer lugar con el 8.61 % de votos; a pesar de ello, obtuvo una autoridad electa en el distrito de Pachacámac.

### Elecciones generales del 2011
En el 2010, el partido hace alianza con el Partido Popular Cristiano, Alianza para el Progreso y Partido Humanista Peruano para crear la Alianza por el Gran Cambio, siendo liderada por el economista Pedro Pablo Kuczynski, quien postuló como candidato a la presidencia en las elecciones generales del 2011. En las elecciones parlamentarias; Humberto Lay encabezó la lista de candidatos de dicha alianza siendo a su vez el segundo candidato más votado de estas elecciones, la alianza obtuvo obtuvo 12 escaños en el Congreso de la República, siendo 7 del Partido Popular Cristiano, 2 de Alianza para el Progreso, 1 del Partido Humanista Peruano 1 de Restauración Nacional y 1 Independiente.
| Región | Nombre       | Número de Votos |
| ------ | ------------ | --------------- |
| Lima   | Humberto Lay | 215,066         |

En 2013, Humberto Lay y 4 congresistas renuncian de la bancada de Alianza por el Gran Cambio y se unen a la bancada Unión Regional formada por ex congresistas de Perú Posible.

### Elecciones regionales y municipales de 2014
En las elecciones regionales y municipales del 2014, el partido obtiene 2 alcaldías provinciales, siendo las provincias de Julcán y Otuzco en  La Libertad, a su vez obtiene 11 alcaldías distritales, sin embargo, no obtuvo ningún gobierno regional.
Alcaldes Provinciales electos por Restauración Nacional
| Región      | Provincia | Alcalde                       |
| ----------- | --------- | ----------------------------- |
| La Libertad | Julcán    | Manuel Rodriguez Espejo       |
| La Libertad | Otuzco    | Francisco Rodriguez Rodriguez |

### Elecciones generales del 2016
Para las elecciones generales del 2016, el partido hace alianza con los partidos Alianza para el Progreso y Somos Perú para crear la Alianza para el Progreso del Perú, la alianza presentó al el ex gobernador de La Libertad, César Acuña como candidato presidencial, la socióloga Anel Townsend como candidata a la primera vicepresidencia y al pastor evangélico Humberto Lay como candidato a la segunda vicepresidencia. Sin embargo; César Acuña terminó siendo excluido de las elecciones.
A pesar de ello, la alianza logro mantenerse y participar en las parlamentarias y parlamento andino; obteniendo 9 escaños en el congreso para el periodo 2016-2021, siendo todos de Alianza para el Progreso.

### Elecciones regionales y municipales de 2018
En las elecciones regionales y municipales del 2018, el partido obtiene por primera vez 1 gobierno regional, siendo el departamento de Loreto, a su vez obtiene 8 alcaldías provinciales, y 47 alcaldías distritales.

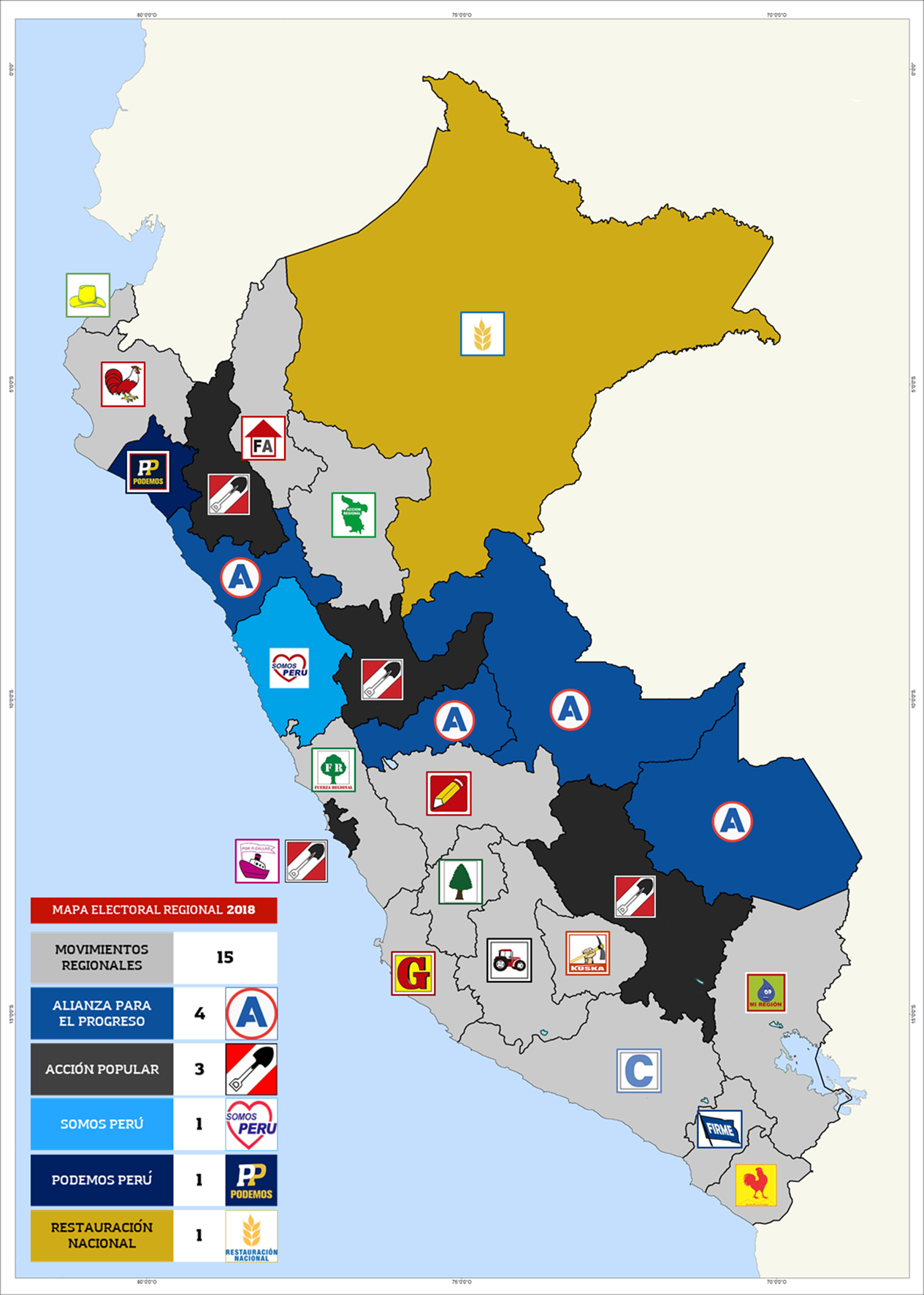
Resultados Electorales en los Gobiernos Regionales, Restauración Nacional obtuvo un Gobernador regional electo en Loreto.

Gobernadores Regionales electos por Restauración Nacional
| Región | Gobernador Regional |
| ------ | ------------------- |
| Loreto | Elisbán Ochoa Sosa  |

Alcaldes Provinciales electos por Restauración Nacional
| Región      | Provincia         | Alcalde                   |
| ----------- | ----------------- | ------------------------- |
| Cajamarca   | Hualgayoc         | Antonio Aguilar Vasquez   |
| La Libertad | Julcán            | Antonio Rodriguez Espejo  |
| La Libertad | Santiago de Chuco | Juan Gabriel Alipio       |
| Loreto      | Alto Amazonas     | Hugo Araujo del Aguilar   |
| Loreto      | Datem del Marañón | Adelino Rivera Perez      |
| Loreto      | Loreto            | Giampaolo Rojas Florindez |
| Loreto      | Requena           | Orlando Jakers Huaymacari |
| Loreto      | Ucayali           | Hector Soto Garcia        |

A nivel de Lima, Humberto Lay se presentó por tercera vez como candidato a la alcaldía de Lima, quedando en el decimotercer lugar con el 1.98 % de votos; y obtiene una autoridad electa en el distrito de Santa María del Mar.

## Participación en coyunturas
Estar más cerca a los grupos religiosos, les trajo mayor beneficio a algunos actores políticos. Alan García, en el año 2006, cuando gana las elecciones presidenciales, muestra un evidente acercamiento a las minorías religiosas evangélicas: “[…] el nuevo Presidente aceptó una invitación hecha por pastores evangélicos conservadores que venían apoyando políticamente al candidato presidencial evangélico (el pastor Humberto Lay) […].”(Aburto Cotrina, Armas Asín, Fonseca Ariza, & Ragas, 2008: 429). Sin embargo, este acercamiento del Presidente electo, Alan García, con el candidato presidencial evangélico, Humberto Lay, tal como lo mencionan los autores, no fue pura coincidencia, ya que el partido de Lay, Restauración Nacional, en dichas elecciones ganó dos escaños en el Congreso de la República y el número de votos fue relativamente elevados llamaron la atención del partido aprista.
Por esta alta presencia de Restauración Nacional en las elecciones generales del 2006, además de una crítica explícita del candidato Humberto Lay hacia el aún candidato en esa época Alan García, generó que una vez el García en el poder le ofreciera cargos en organismos vinculados en la lucha moralizadora y, además, una promesa de apoyar en un futuro una ley de libertad e igualdad religiosa, de este modo, los autores coinciden en que:

“Parece ser que el Estado procurará que se transite gradualmente hacia una pluriconfesionalidad interreligiosa en la que la iglesia Católica acepte compartir con minorías religiosas ciertas prerrogativas que otrora le era exclusivas para evitar que la sociedad peruana avance hacia formas plenamente laicas de gobierno y de Estado y de políticas públicas en las que la moral pública ya no se identifique con la moral católica y fortaleciéndola más bien una confesionalidad en clave de pluralismo.” […].”(Aburto Cotrina, Armas Asín, Fonseca Ariza, & Ragas, 2008: 429).

Por tanto, lo que generó la participación del Partido Político Restauración Nacional, es un mayor acercamiento de la religión al Estado, como generando espacios de participación dentro del Estado para miembros religiosos evangélicos creando lazos que ayuden y fomenten sus ideologías religiosas.

## Resultados electorales

### Elecciones presidenciales
|  | 4.37 % |

|  | 18.51 % |

### Elecciones parlamentarias
|  | 4.02 % |

|  | 14.42 % |

|  | 9.23 % |

### Elecciones al Parlamento Andino
|  | 5.10 % |

|  | 13.94 % |

|  | 7.57 % |

### Elecciones regionales y municipales
| Año  | Gobiernos Regionales | Alcaldías Provinciales | Alcaldías Distritales |
| Año  | Representantes       | Representantes         | Representantes        |
| ---- | -------------------- | ---------------------- | --------------------- |
| 2006 | 0/25                 | 6/195                  | 40/1637               |
| 2010 | 0/25                 | 6/195                  | 35/1639               |
| 2014 | 0/25                 | 2/195                  | 11/1647               |
| 2018 | 1/25                 | 8/196                  | 47/1678               |